# Giraltovce
Giraltovce é uma cidade da Eslováquia, situada no distrito de Svidník, na região de Prešov. Tem 11 km² de área e sua população em 2018 foi estimada em 4.089 habitantes.

## Demografia
| Ano:        | 1994 | 2004   | 2014   | 2024   |
| ----------- | ---- | ------ | ------ | ------ |
| Broj ljudi: | 4220 | 4186   | 4148   | 3958   |
| Razlika:    |      | -0,80% | -0,90% | -4,58% |

| Ano:               | 2023 | 2024   |
| ------------------ | ---- | ------ |
| Número de pessoas: | 3997 | 3958   |
| Diferença:         |      | -0,97% |